# Gonzalo Choy
Gonzalo Choy, vollständiger Name Gonzalo Gabriel Choy González, (* 11. Oktober 1981 in Montevideo) ist ein uruguayischer Fußballspieler.

## Karriere
Der 1,88 Meter große Mittelfeldakteur Choy begann seine Profikarriere im Jahr 2000 in Reihen des Club Atlético Cerro. Von 2001 bis 2004 spielte er erstmals für den argentinischen Klub Gimnasia y Esgrima La Plata und absolvierte 95 Ligapartien (17 Tore). 2005 schloss er sich Olimpo de Bahía Blanca (16 Spiele, ein Tor) an. Im Laufe des Jahres wechselte er zum Quilmes AC (33 Spiele, acht Tore). Von dort zog er 2006 weiter zu den Argentinos Juniors, für die er bis 2007 aktiv war und sechs Tore bei 28 Einsätzen schoss. In jenem Jahr führte sein weiterer Karriereweg nach Mexiko zu Monarcas Morelia. Sechs Saisontore in der Primera División stehen für ihn bei den Mexikanern in der Spielzeit 2007/08 zu Buche. 2008 schloss er sich Monarcas Ligakonkurrenten CF Monterrey an und bestritt für den Klub aus dem Bundesstaat Nuevo León in der Saison 2008/09 sieben Erstligapartien. Ein Tor erzielte er nicht. Im Dezember 2008 lieh ihn Monterrey für ein Jahr an Rosario Central aus. Der Leihvertrag beinhaltete zwei im Juni und Dezember 2009 gelegene Kaufoptionszeitpunkte. In der Saison 2008/09 kam er bei den Argentiniern fünfmal, in der Spielzeit 2009/10 achtmal in der Primera División zum Einsatz. Ein Tor schoss er nicht. Ende Dezember 2009 wurde sein Wechsel für die anstehende Spielzeit zum von Ricardo Caruso Lombardi trainiertem CA Tigre vermeldet. In der Saison 2009/10 absolvierte er neun Erstligabegegnungen (kein Tor) für den Verein aus Victoria. Anschließend folgte ab Juli 2010 ein zunächst auf ein Jahr befristetes Engagement auf Leihbasis bei Arsenal de Sarandí. Dort wurde er 21-mal in der Primera División eingesetzt und traf einmal ins gegnerische Tor. Anfang Juli 2011 setzte er seine Karriere bei Gimnasia y Esgrima La Plata fort. Dort lief er 22-mal (fünf Tore) in der Primera B Nacional und einmal (kein Tor) in der Copa Argentina auf. Ende Juli 2013 wechselte er zum Club Almagro, für den er bislang (Stand: 3. Januar 2016) elf Ligaspiele (kein Tor) in der Primera B Metropolitana absolvierte. Ende Januar 2014 unterschrieb er einen Vertrag beim von Mariano Balanho trainierten Club Atlético 9 de Julio. Mindestens seit Dezember 2014 steht er in Reihen des argentinischen Klubs Agustín Alvarez.